# Sommer-Paralympics 2008/Teilnehmer (Palästinensische Autonomiegebiete)
| stlisierte Goldmedaille | stlisierte Silbermedaille | stlisierte Bronzemedaille |
| ----------------------- | ------------------------- | ------------------------- |
| —                       | —                         | —                         |

Die Palästinensischen Autonomiegebiete nahmen mit zwei Sportlern an den Sommer-Paralympics 2008 im chinesischen Peking teil. Fahnenträger bei der Eröffnungsfeier war Husam Azzam, der auch das beste Ergebnis der Mannschaft erreichte. Er errang im Kugelstoßen der Klasse F53/54 einen 8. Platz.

## Teilnehmer nach Sportarten

### Leichtathletik
Männer
- Husam Azzam
- Mohammed Fannouna